# Кінгслі (Мічиган)
Кінгслі (англ. Kingsley) — селище (англ. village) в США, в окрузі Гранд-Траверс штату Мічиган. Населення — 1431 особа (2020).

## Географія
Кінгслі розташоване за координатами 44°35′18″ пн. ш. 85°31′59″ зх. д. / 44.58833° пн. ш. 85.53306° зх. д. (44.588330, -85.532958).  За даними Бюро перепису населення США в 2010 році селище мало площу 3,73 км², з яких 3,67 км² — суходіл та 0,06 км² — водойми. В 2017 році площа становила 3,17 км², з яких 3,15 км² — суходіл та 0,01 км² — водойми.

## Демографія
Згідно з переписом 2010 року, у селищі мешкало 1480 осіб у 519 домогосподарствах у складі 380 родин. Густота населення становила 397 осіб/км².  Було 568 помешкань (152/км²).
Расовий склад населення:
| - 95,6 % — білих - 1,1 % — корінних американців - 0,7 % — чорних або афроамериканців - 0,2 % — вихідців з тихоокеанських островів - 0,1 % — азіатів |

До двох чи більше рас належало 2,2 %. Частка іспаномовних становила 2,4 % від усіх жителів.
За віковим діапазоном населення розподілялося таким чином: 31,4 % — особи молодші 18 років, 59,1 % — особи у віці 18—64 років, 9,5 % — особи у віці 65 років та старші. Медіана віку мешканця становила 32,6 року. На 100 осіб жіночої статі у селищі припадало 92,7 чоловіків;  на 100 жінок у віці від 18 років та старших — 90,1 чоловіків також старших 18 років.
Середній дохід на одне домашнє господарство  становив 53 944 долари США (медіана — 40 268), а середній дохід на одну сім'ю — 64 382 долари (медіана — 56 080). Медіана доходів становила 36 818 доларів для чоловіків та 28 750 доларів для жінок. За межею бідності перебувало 11,2 % осіб, у тому числі 9,8 % дітей у віці до 18 років та 1,4 % осіб у віці 65 років та старших.
Цивільне працевлаштоване населення становило 777 осіб. Основні галузі зайнятості: освіта, охорона здоров'я та соціальна допомога — 21,2 %, роздрібна торгівля — 19,4 %, виробництво — 11,3 %, мистецтво, розваги та відпочинок — 9,4 %.